# Гутарский хребет
Гута́рский хребе́т — горный хребет в Иркутской области России, в системе Восточного Саяна. Простирается с юга на север, образуя междуречье рек Гутара и Большая Бирюса.
Протяжённость хребта составляет 150 км. Высота — до 2208 м (в южно части). Хребет сложен кристаллическими сланцами, известняками и гранитами. На склонах преобладает темнохвойная тайга.